# 貝薩帕拉山

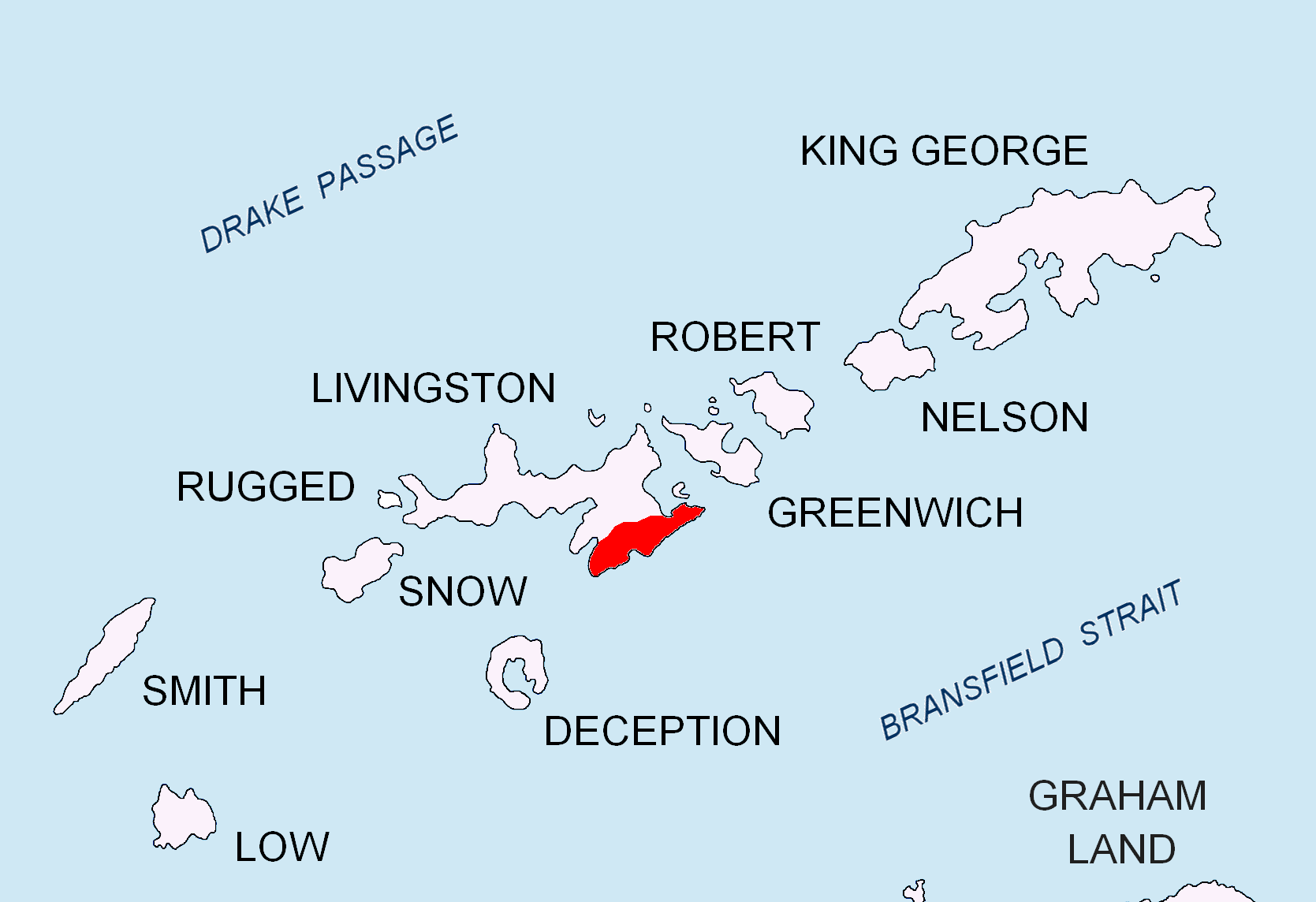

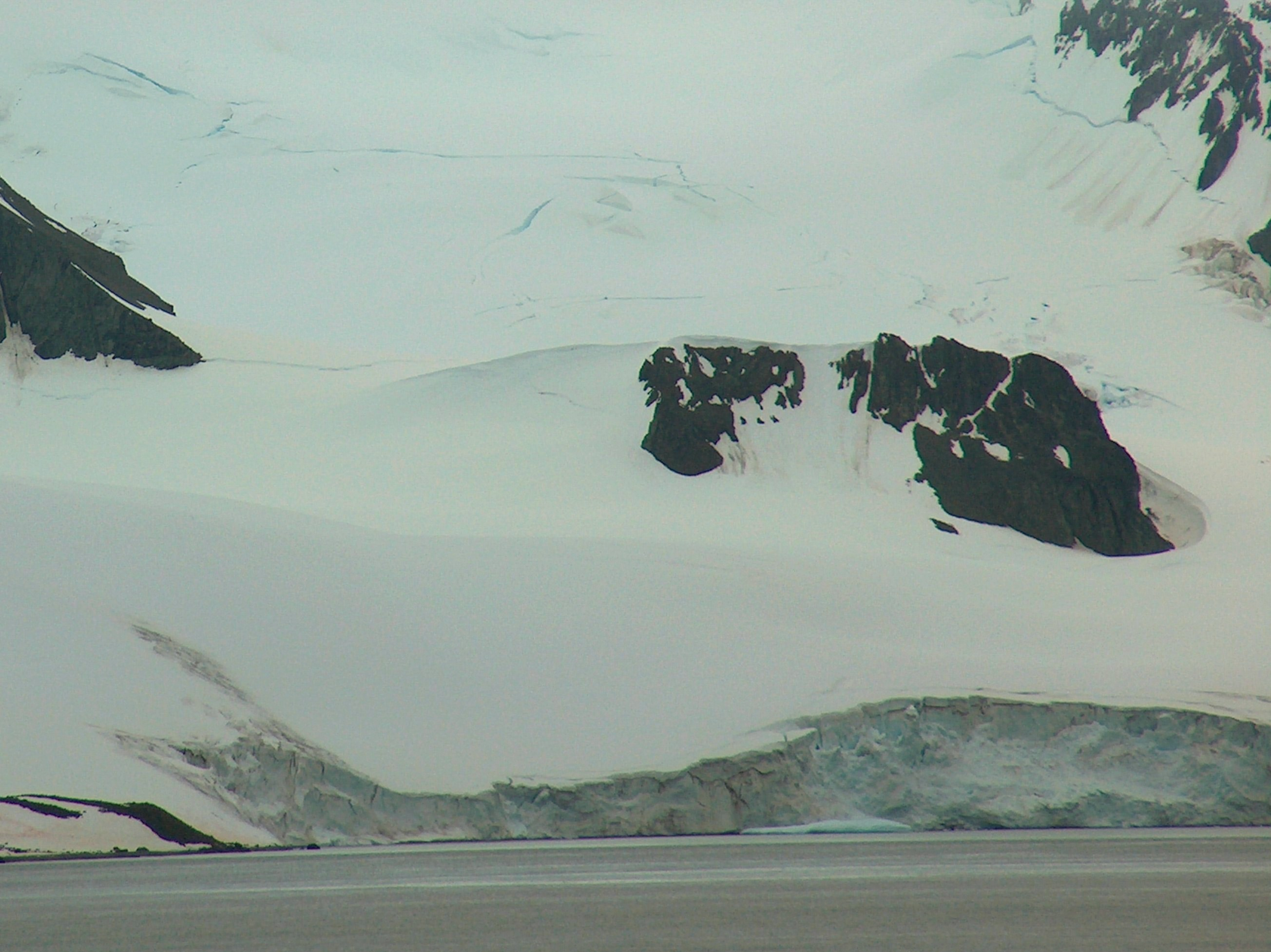

貝薩帕拉山是南極洲的山峰，位於南設得蘭群島的利文斯頓島，屬於騰格里山脈中德爾切夫嶺的一部分，處於卡洛揚冰原島峰以北0.5公里和梅斯塔峰以西1.5公里，海拔高度250米，以保加利亞的城鎮命名。
62°37′10″S 59°52′02″W / 62.61944°S 59.86722°W

## 外部連結
- SCAR Composite Gazetteer of Antarctica（页面存档备份，存于）.